# Bánd
Bánd (németül: Bandau) község Veszprém vármegyében, a Veszprémi járásban.

## Fekvése
Veszprémtől 12 kilométerre nyugatra, Herendtől pedig 4 kilométerre keletre fekszik; mindkét város felől a 8-as főút felől közelíthető meg. Központján a 8313-as út vezet végig. Legközelebbi szomszédja a tőle 3 kilométerre lévő Márkó.

## Története
Bánd és környéke az itt talált ókori leletek tanúsága szerint már a római korban is lakott hely volt.
Nevét fennmaradt oklevelekben a 13. század elején említették először. 1233 előtt az Ajka nemzetség Bánd nevű tagjának birtoka volt.
Bánd, illetve Seg helységet még 1233 előtt az Igmánd nemzetségből való I. András fia, Farkas 120 márkáért vette meg. A falu ekkor két részből állt: az úgynevezett várhegyből és a hegy alatti településből, Bándból.
Igmándi I. András itt, a várhegyen építette fel Essegvárát.
Bánd a tatárjárás után is az Igmándiak birtokában maradt, 1299-ben Igmándi I. Andrásnak I. Miklós nevű fiától való unokája, I. Lőrinc (Csete) kezén volt, aki ekkor a Zemplén vármegyei gercselyi birtokát adta a Veszprém vármegyei Essegvár közelében fekvő Horhi faluért.
1309-ben I. Lőrinc fia, II. Miklós legközelebbi rokonának, a Lőrinte nemzetségbeli Lőrintének javára lemondott dunántúli birtokairól: Essegvárról, Bándról, Billegéről Tótvázsonyról, Kismelkedről és Igmándról is. A Lőrinte család később e várról Essegvárinak nevezte magát.
A Lőrinte család kihalta után Bánd és a mellette felépült Essegvár is királyi birtok lett. A király később a Rozgonyiaknak, majd az Újlaki családnak adományozta. Utolsó ismert birtokosa Kinizsi Pál neje volt.
Az 1526 utáni időkben Bánd is sokat szenvedett, 1531-ben zsoldosok pusztították.
1619-től az adóösszeírásokban már csak pusztaként szerepelt. Valószínű, hogy vára is abban az időben pusztult el, a törökök robbantották fel, köveit pedig a később ideköltöző lakosság használta fel építkezéshez. Mára csak a vár egyik bástyájának és falainak csekély maradványai láthatók.

## Közélete

### Polgármesterei
- 1990–1994: Schindler László (független)[3]
- 1994–1998: Schindler László (független)[4]
- 1998–2002: Schindler László (független német kisebbségi)[5]
- 2002–2006: Schindler László (független német kisebbségi)[6]
- 2006–2010: Schindler László (független)[7]
- 2010–2014: Schindler László (független)[8]
- 2014–2019: Steigervald Zsolt (független)[9]
- 2019–2024: Steigervald Zsolt (Fidesz-KDNP)[10]
- 2024– : Steigervald Zsolt (Fidesz-KDNP)[1]

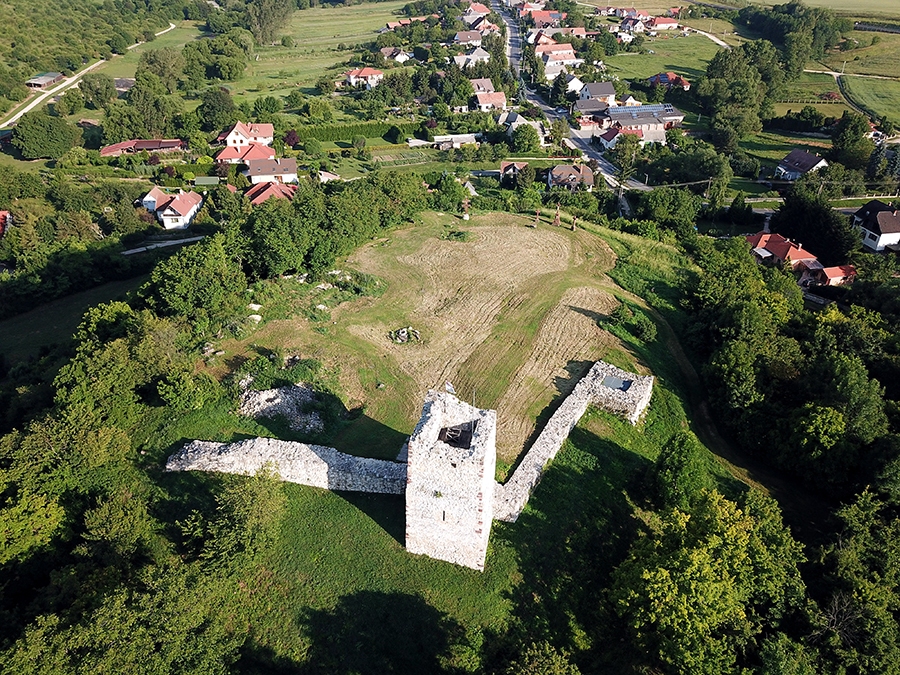
Bánd, Essegvár légi fotón

## Népesség
A település népességének változása:
| Lakosok száma | 665  | 644  | 648  | 673  | 680  | 699  | 686  |
|               | 2013 | 2014 | 2015 | 2021 | 2022 | 2023 | 2024 |

A 2011-es népszámlálás idején a lakosok 86,5%-a magyarnak, 27,4% németnek, 0,3% románnak mondta magát (13,4% nem nyilatkozott; a kettős identitások miatt a végösszeg nagyobb lehet 100%-nál). A vallási megoszlás a következő volt: római katolikus 55,8%, református 5,1%, evangélikus 0,4%, görögkatolikus 0,3%, felekezeten kívüli 11,3% (26,5% nem nyilatkozott).
2022-ben a lakosság 90,6%-a vallotta magát magyarnak, 16,8% németnek, 0,1% lengyelnek, 0,1% ukránnak, 4% egyéb, nem hazai nemzetiségűnek (9% nem nyilatkozott; a kettős identitások miatt a végösszeg nagyobb lehet 100%-nál). Vallásuk szerint 44,9% volt római katolikus, 4,9% református, 0,7% evangélikus, 0,1% egyéb keresztény, 0,7% egyéb katolikus, 11,5% felekezeten kívüli (37,2% nem válaszolt).

## Nevezetességei
- Essegvár

## Híres emberek

### Itt születtek
- 1929. augusztus 9-én Mádl Antal irodalomtörténész, egyetemi tanár.
- 1931. január 29-én Mádl Ferenc, a harmadik Magyar Köztársaság második köztársasági elnöke, jogászprofesszor, az MTA tagja, a falu díszpolgára.

### Itt élnek, éltek
- Gazdag Tibor színész (Jóban-rosszban).

## Képgaléria

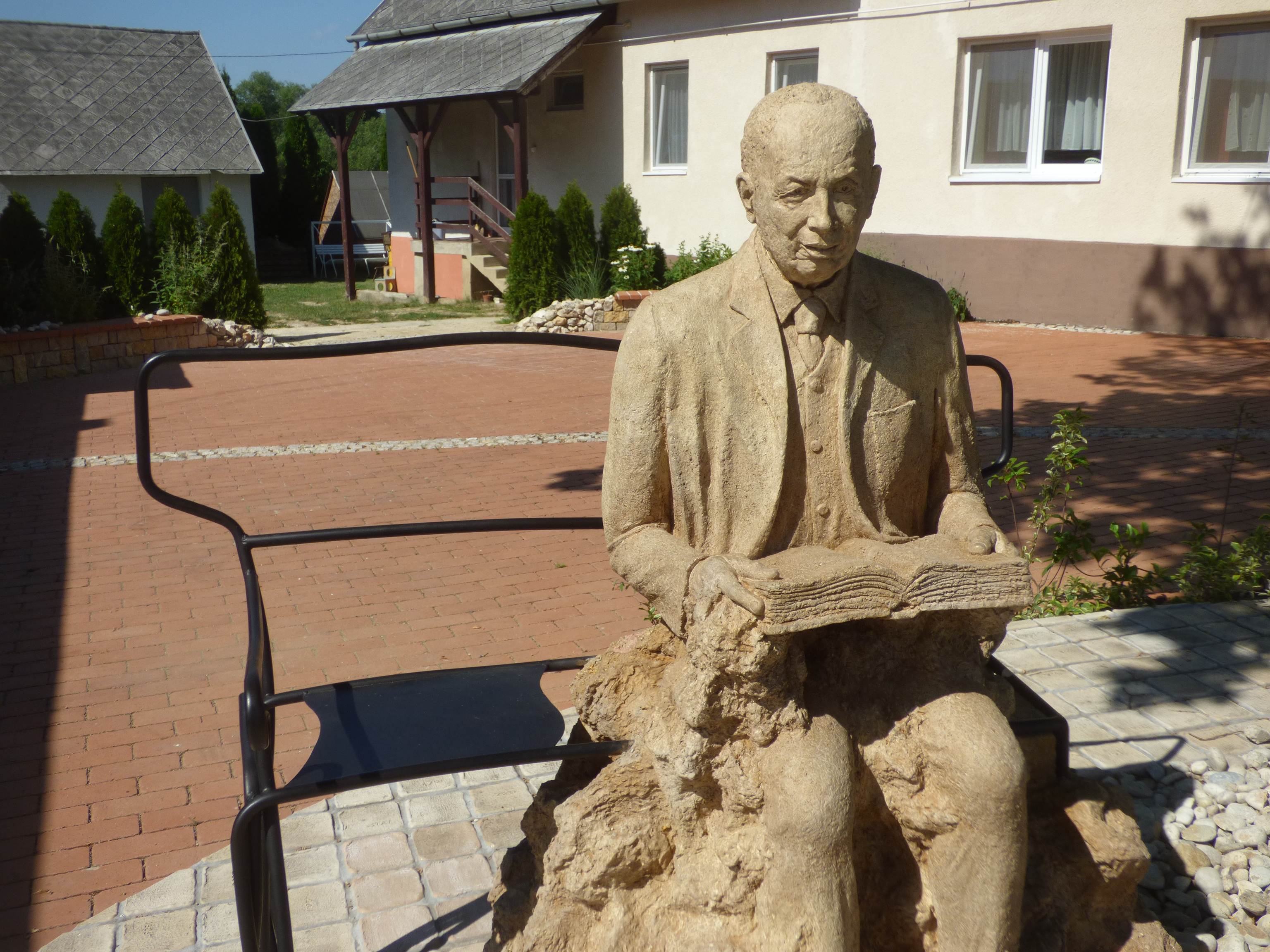
Mádl Ferenc szobra Bánd központjában
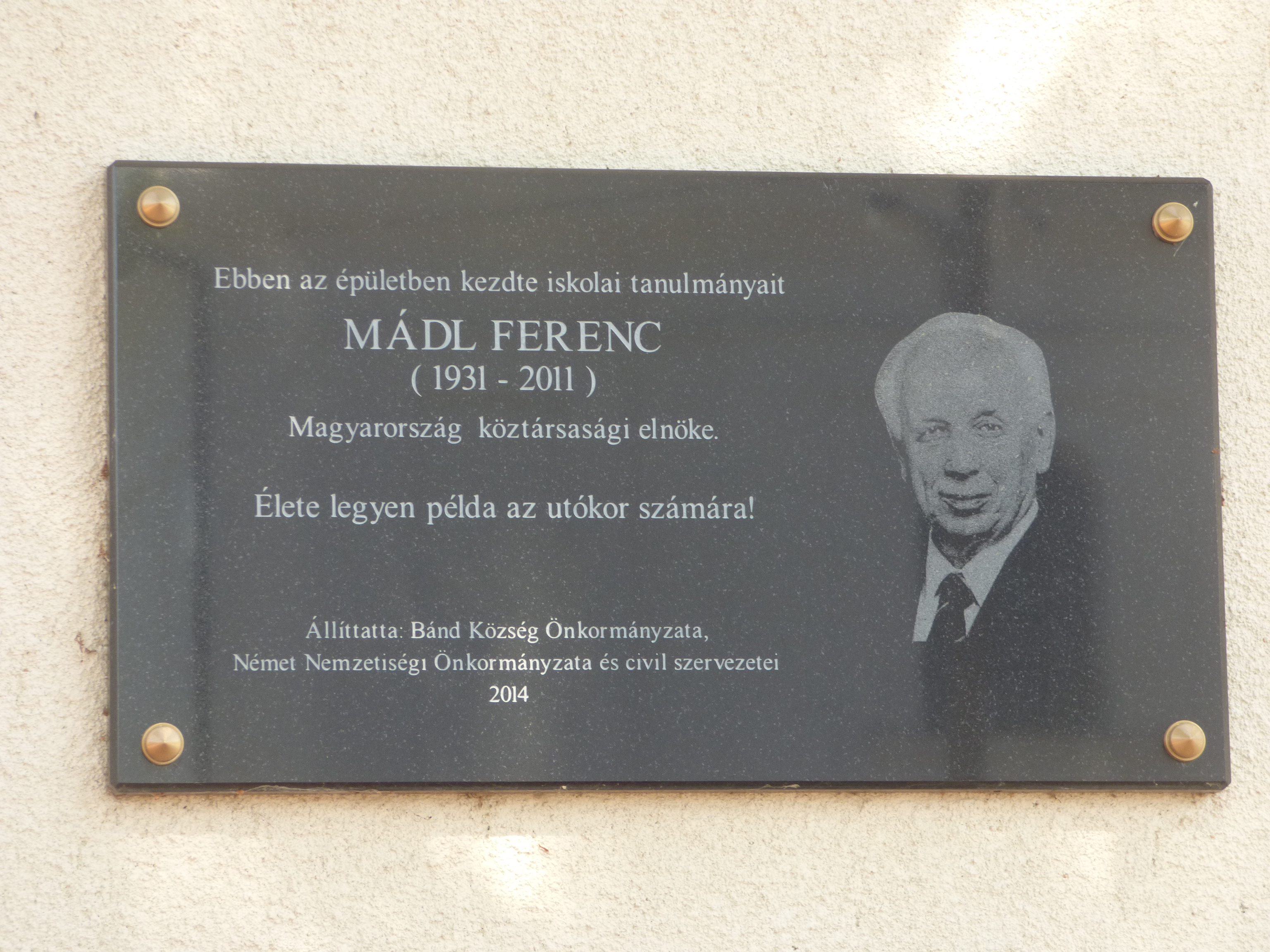
Mádl Ferenc emléktáblája az iskolaépület falán
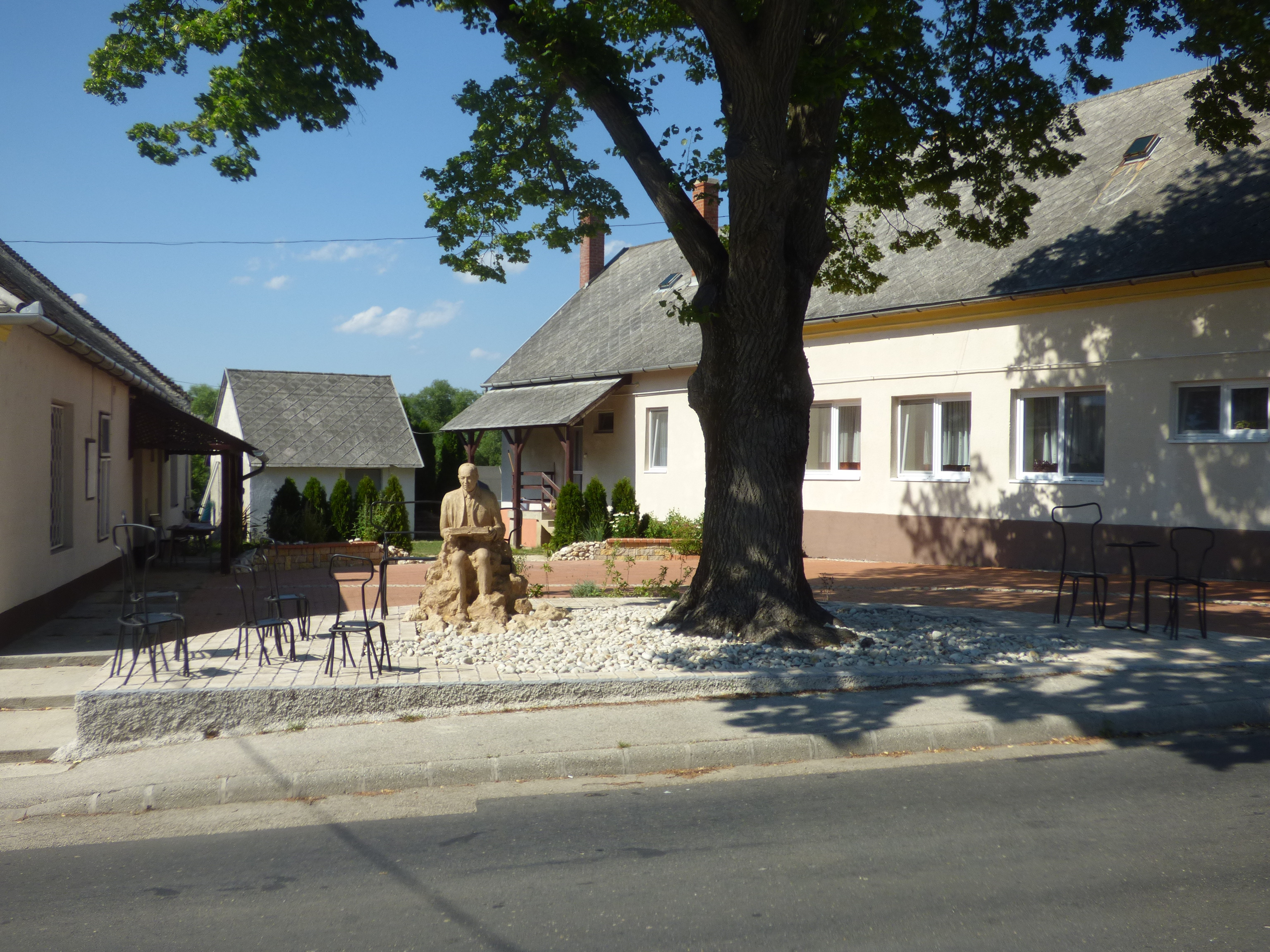
A falu központja Mádl Ferenc szobrával
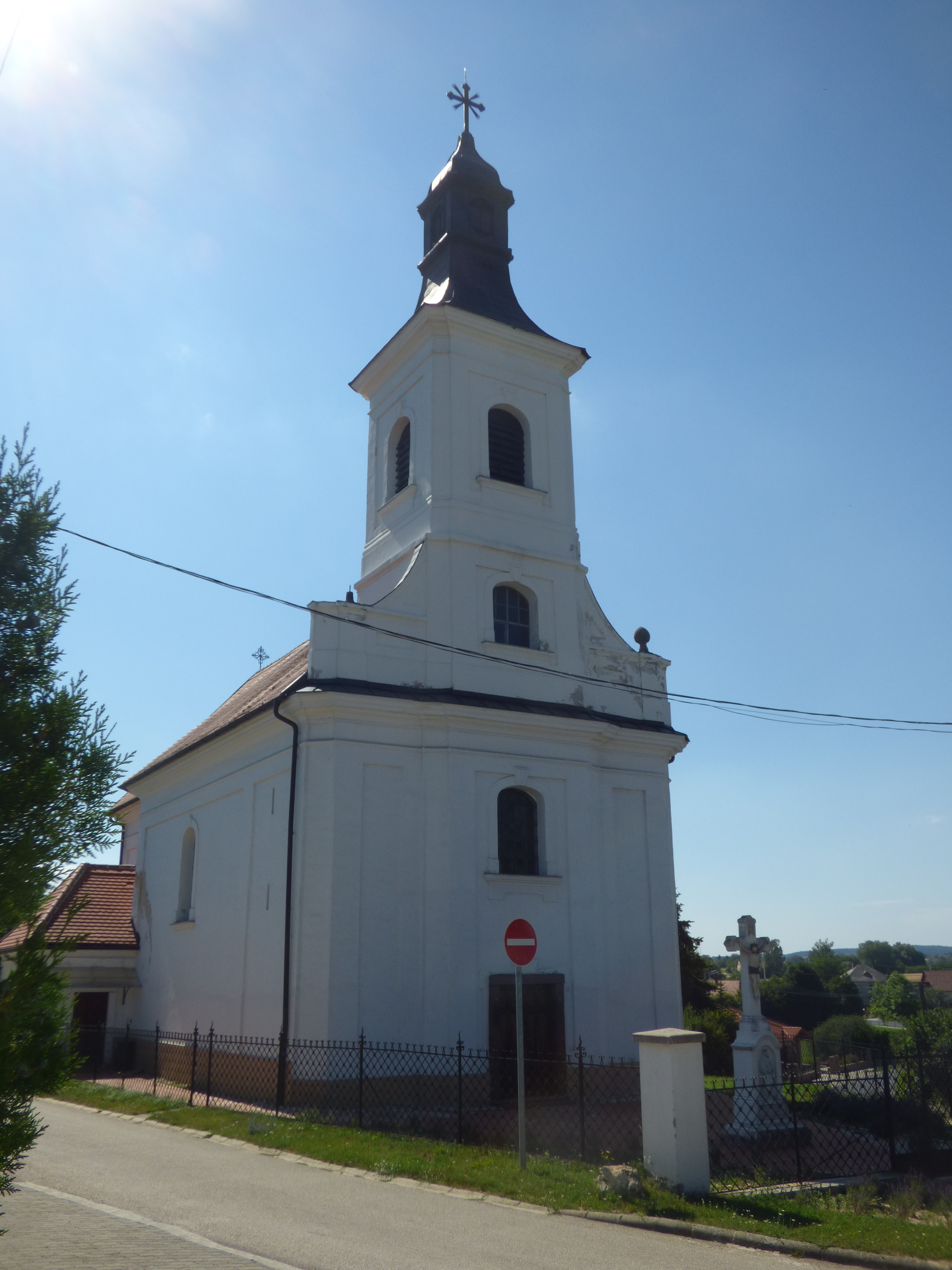
Bánd katolikus temploma kelet felől nézve
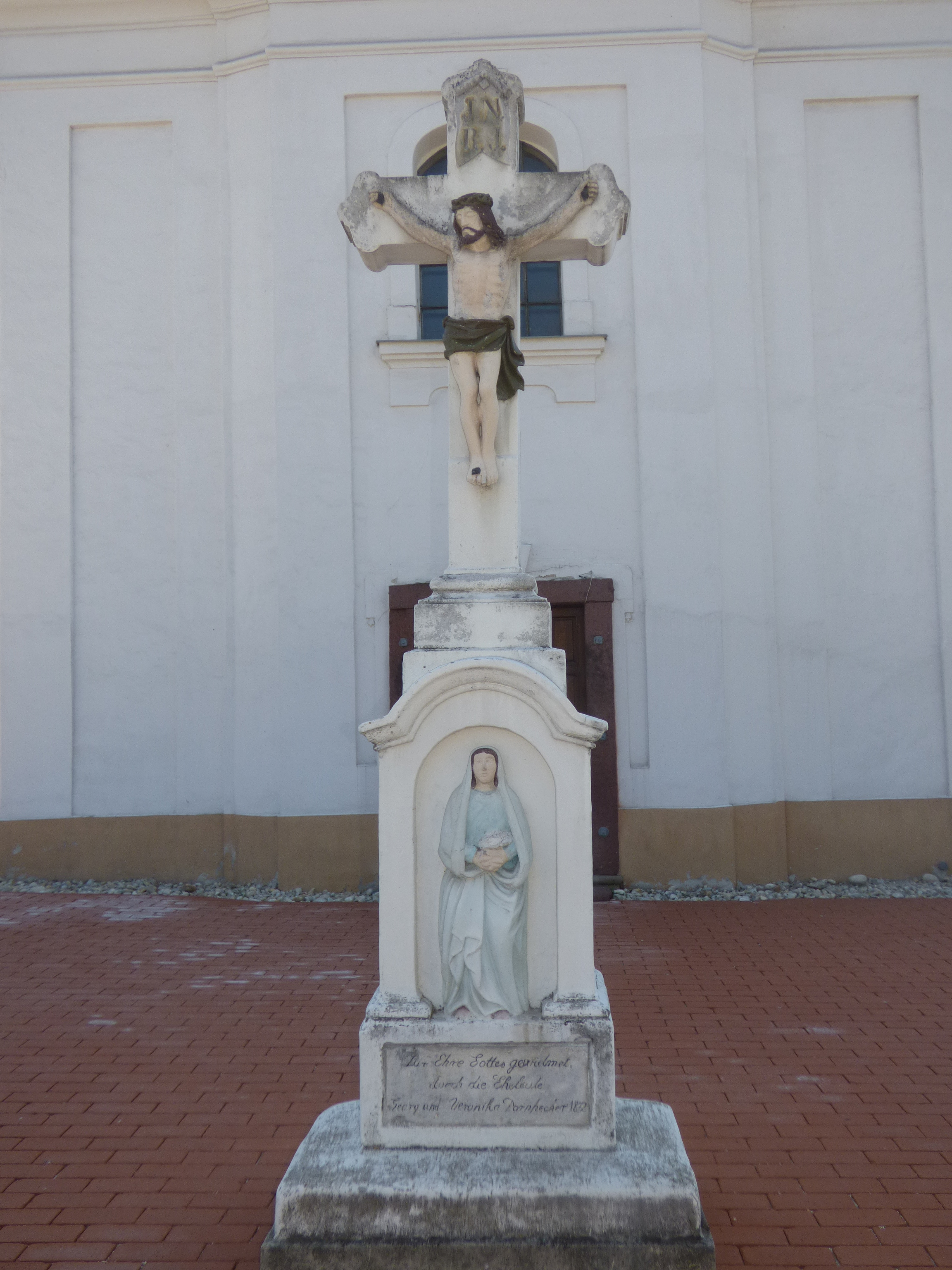
A templom bejárata az előtte álló kőkereszttel
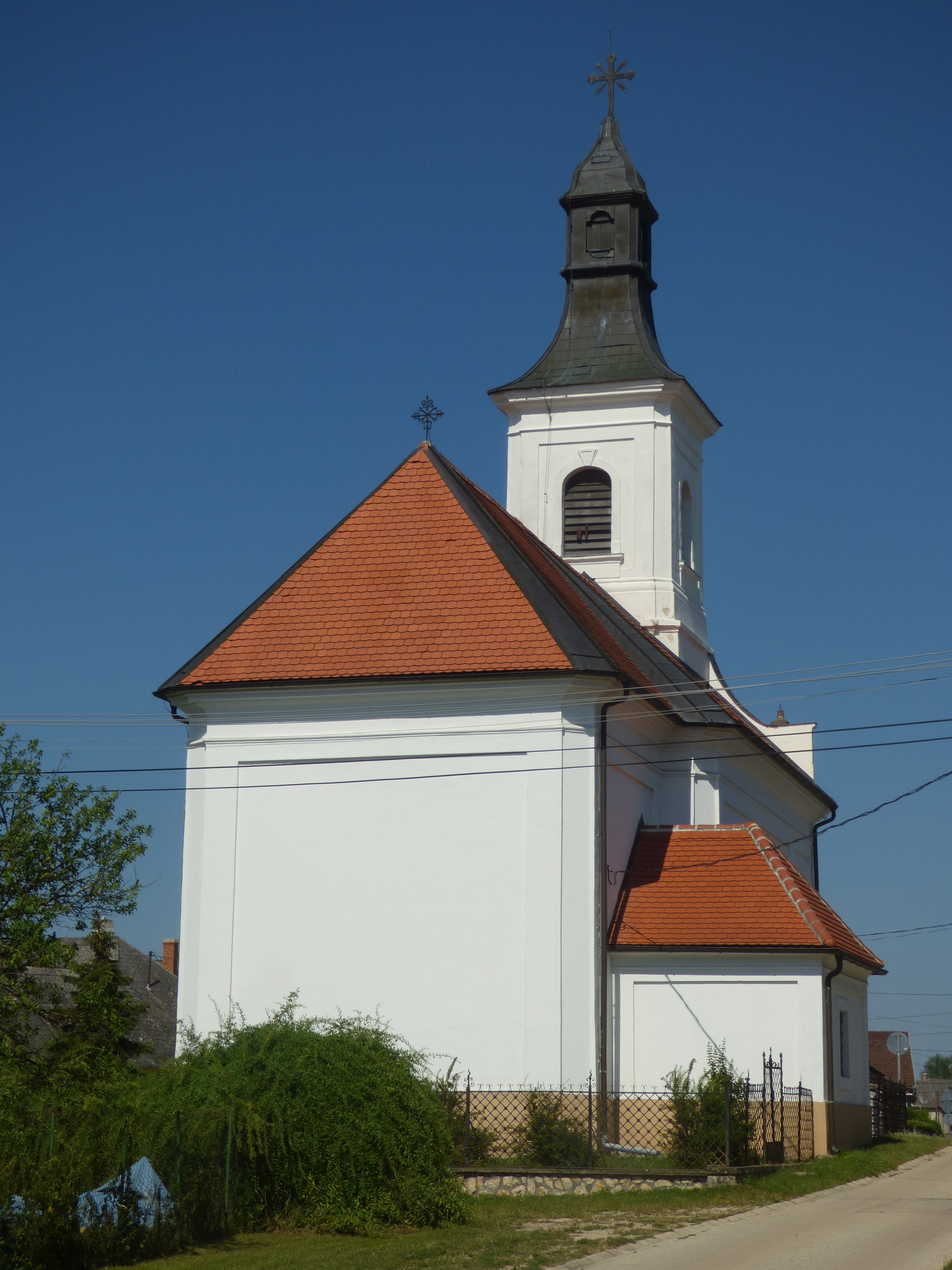
A templom hátulról, nyugat felől nézve
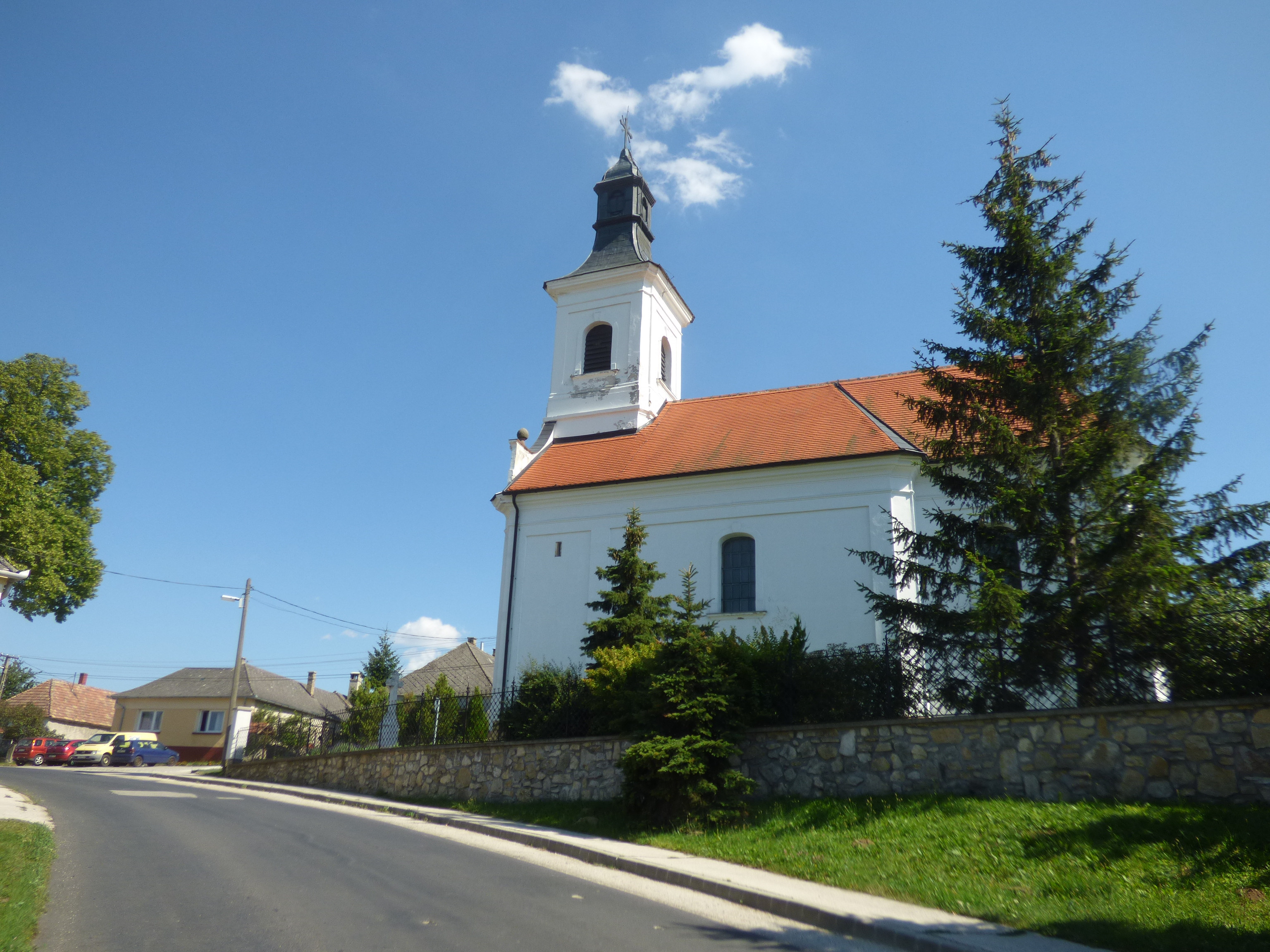
A templom északnyugat felől nézve
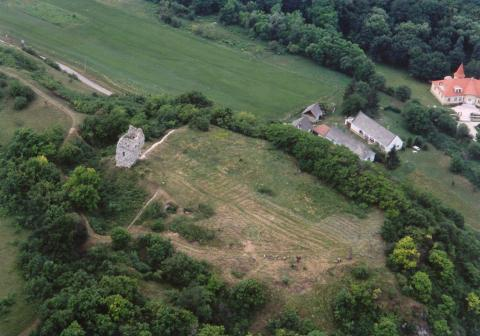
A falu határában emelkedő Essegvár légifelvételen
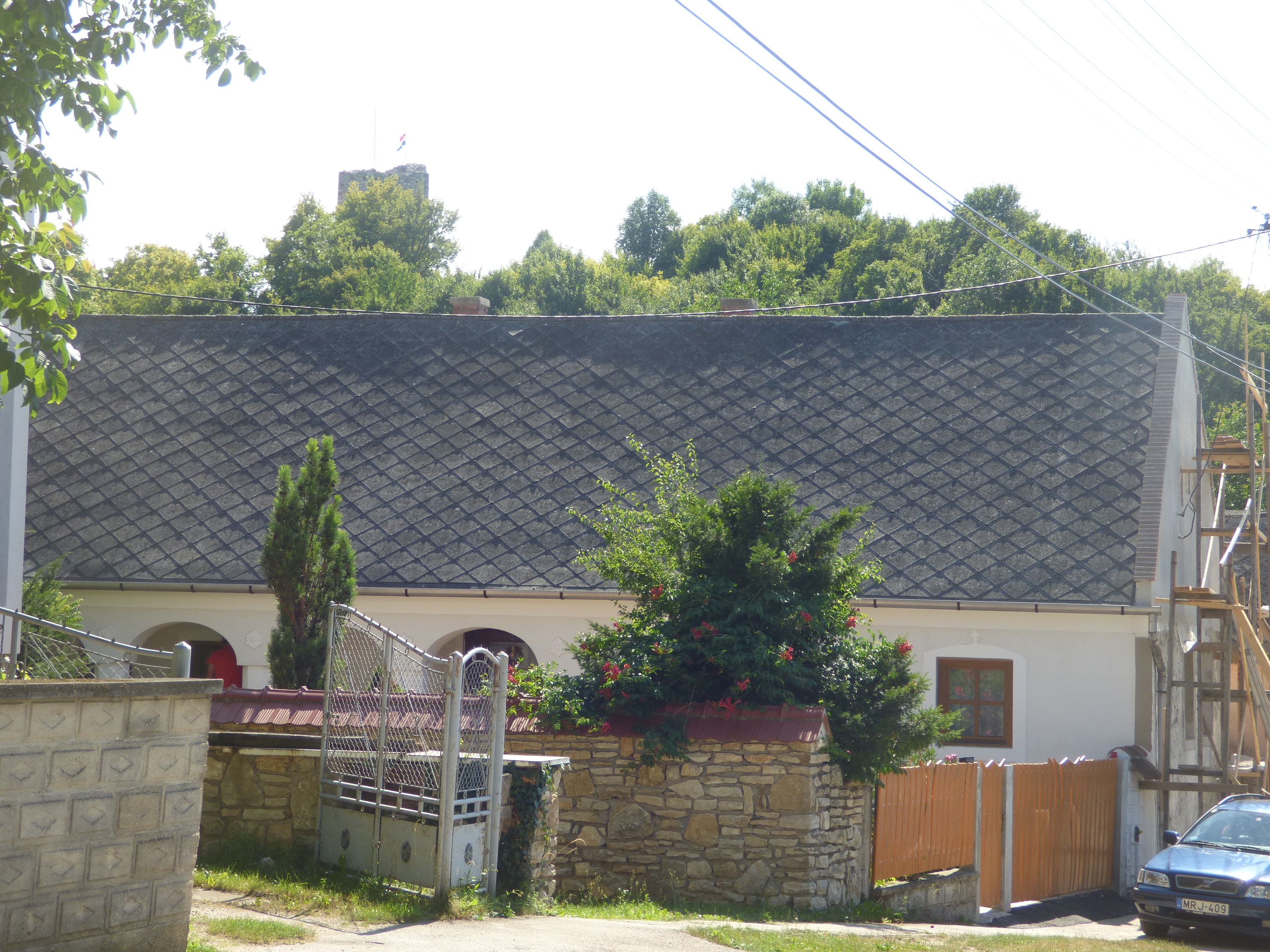
Bándi utcakép, háttérben az Essegvár romjaival
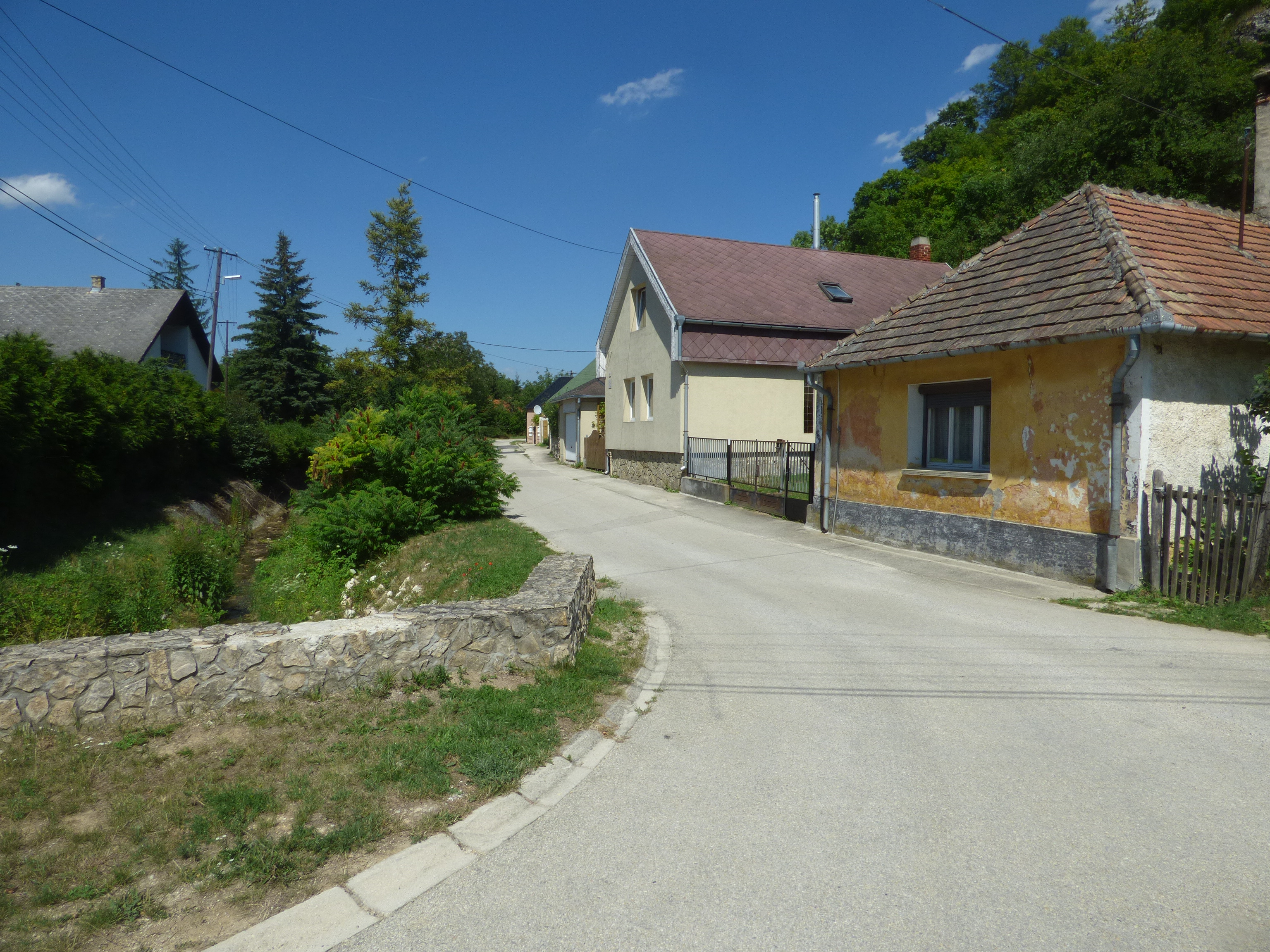
Utcakép a várdomb lábánál
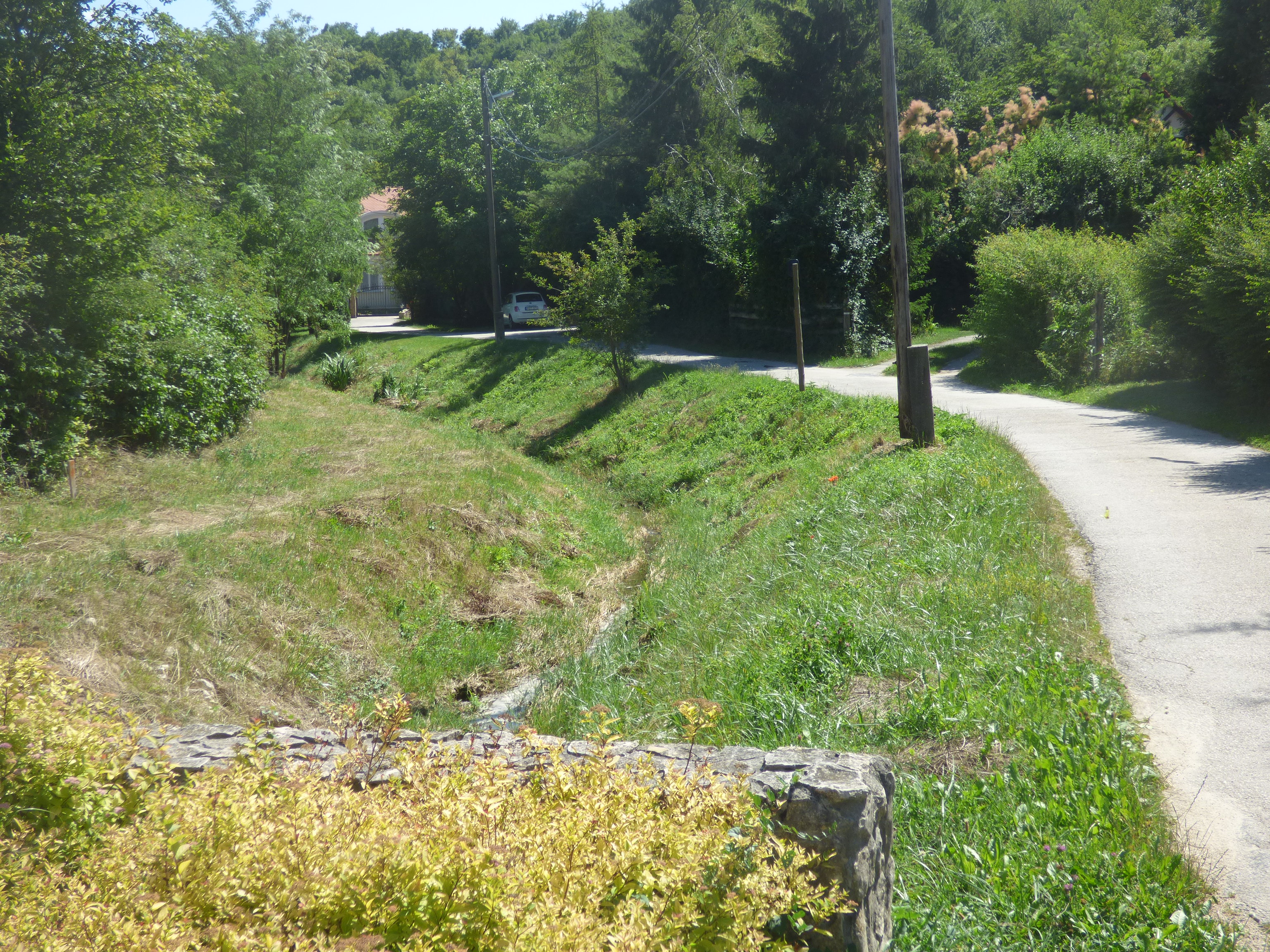
Utcakép a várdomb lábánál
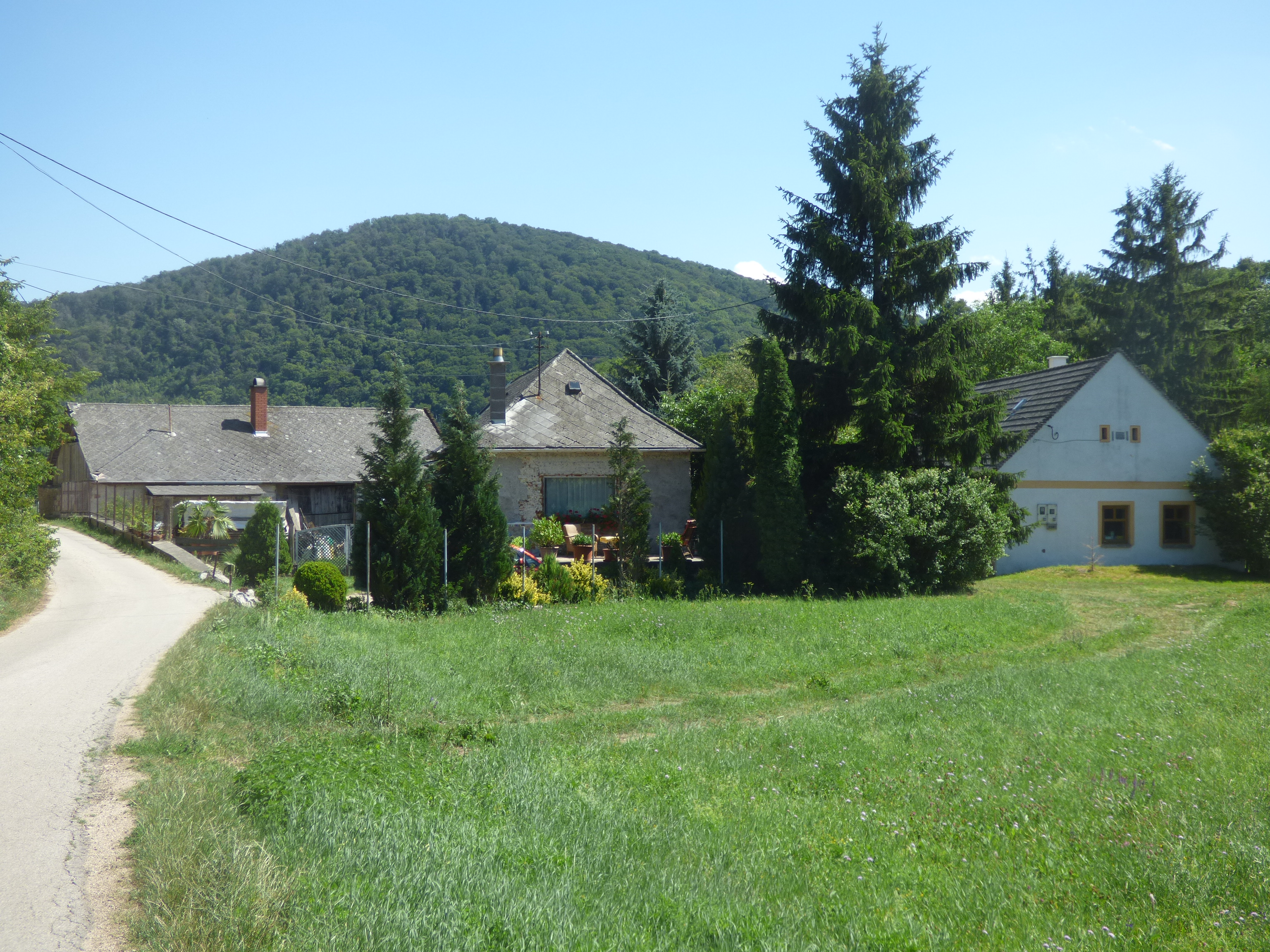
Utcakép a várdomb lábánál
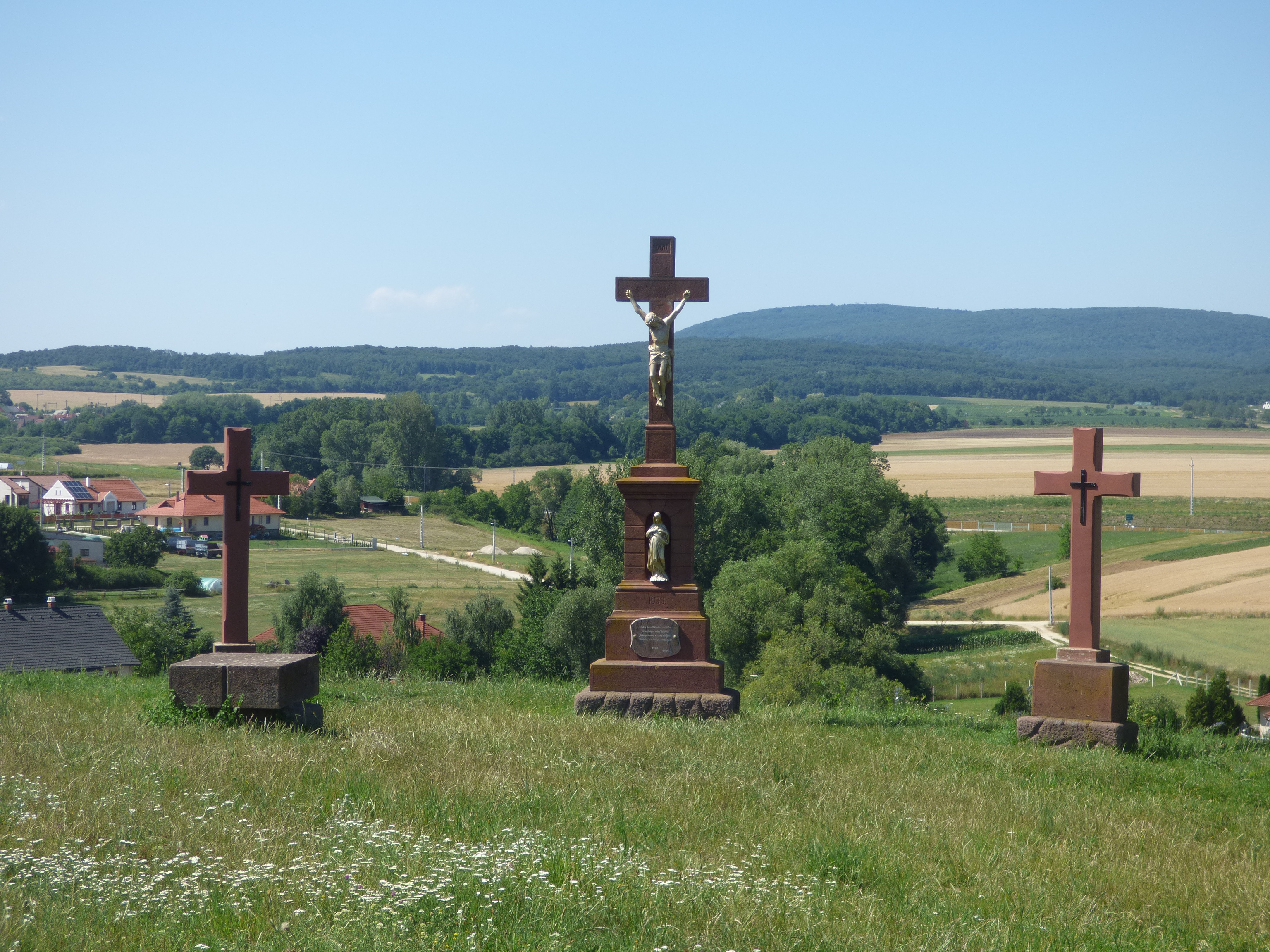
Kálvária a várdombon
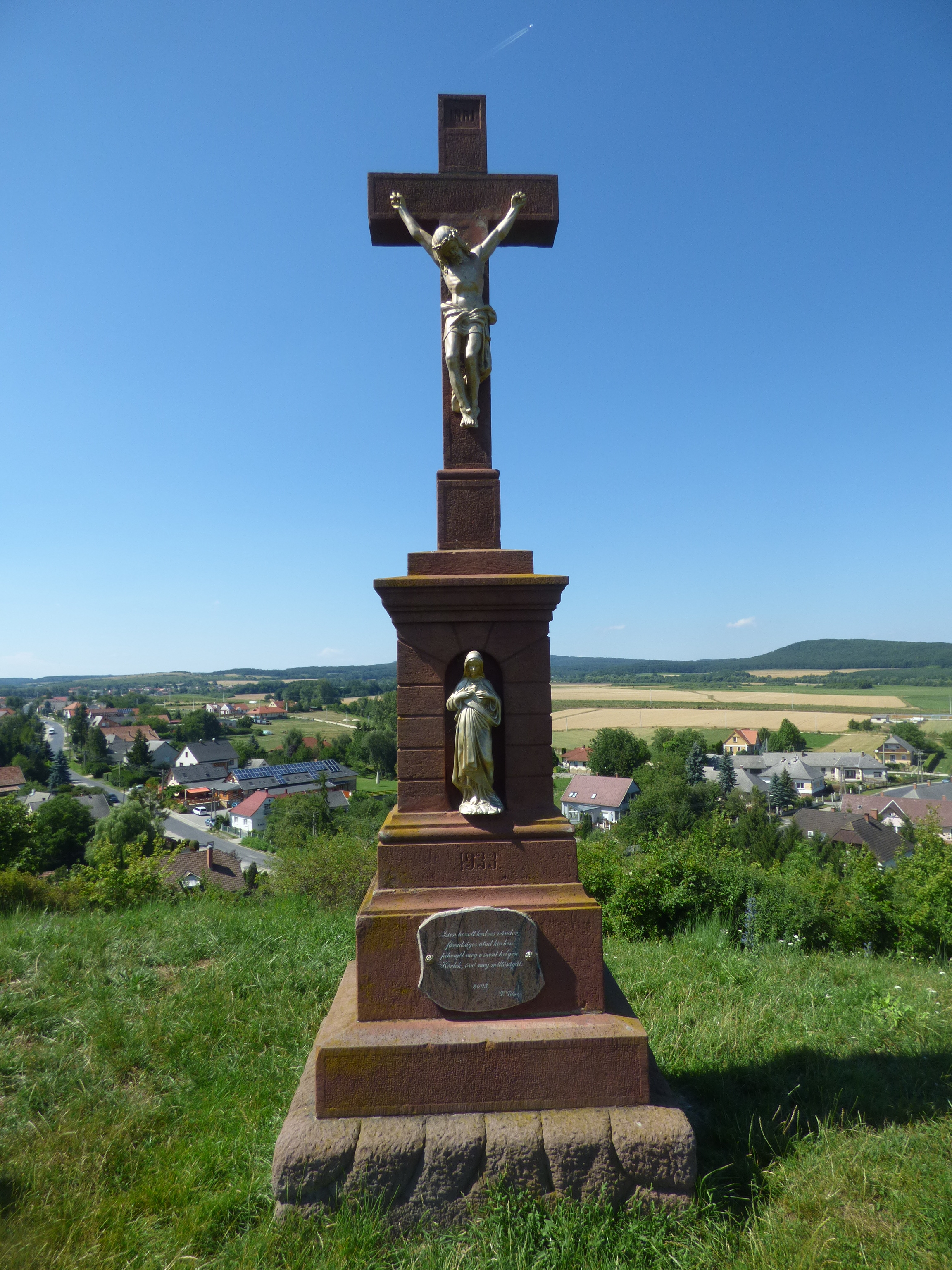
A kálvária nagykeresztje
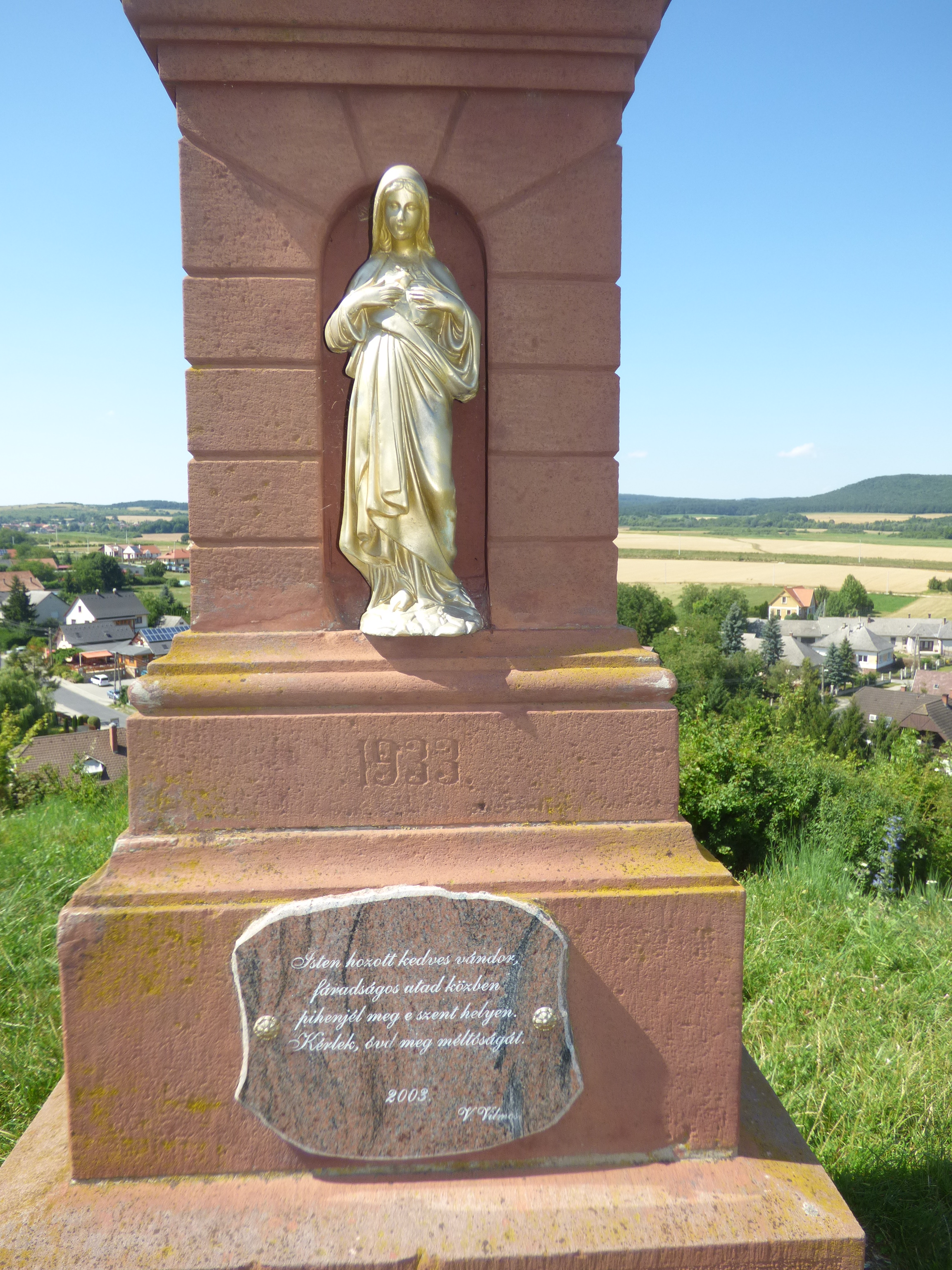
A várdombon álló kálvária nagykeresztjének részlete
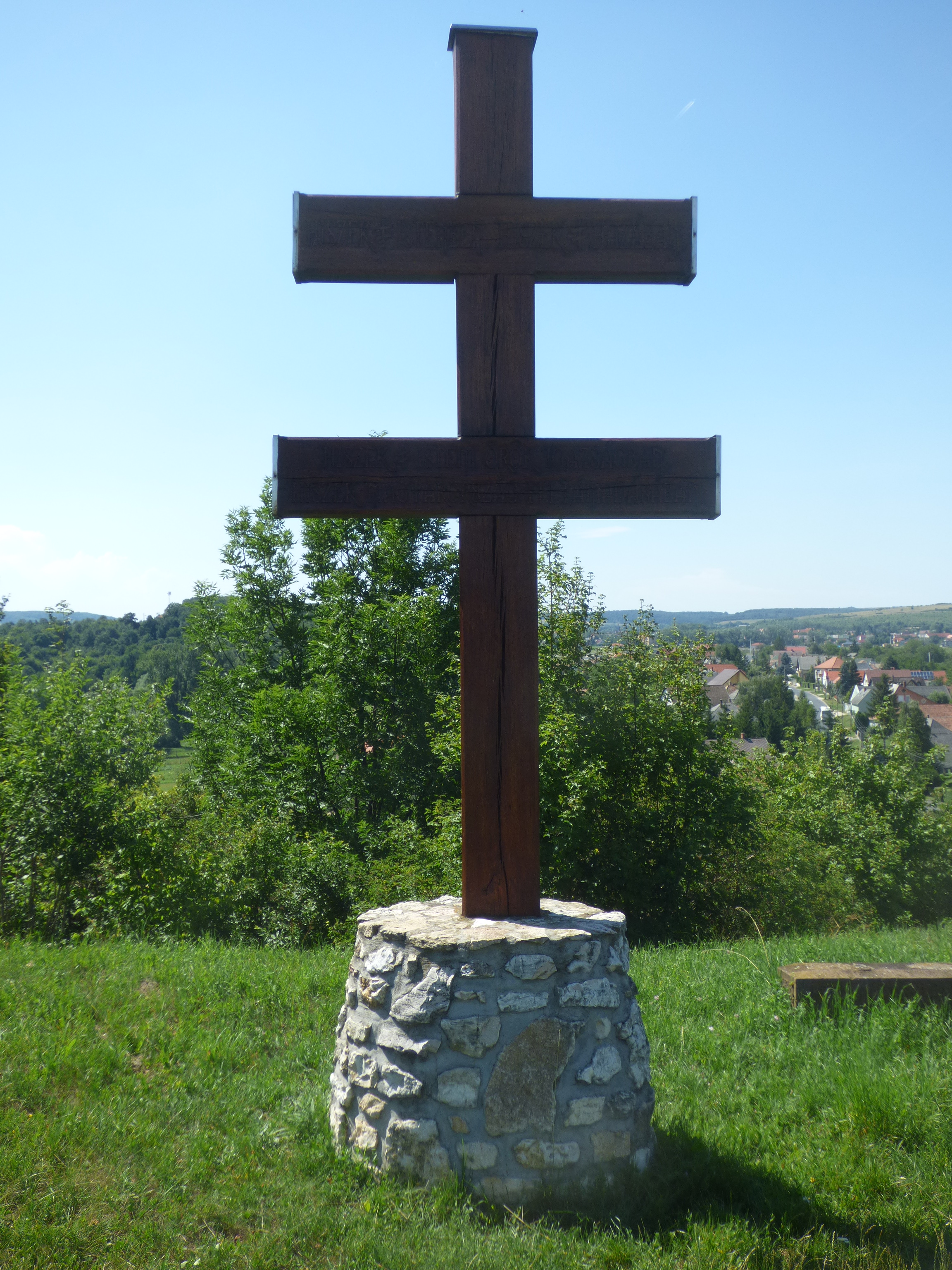
Kettőskereszt a várdombon
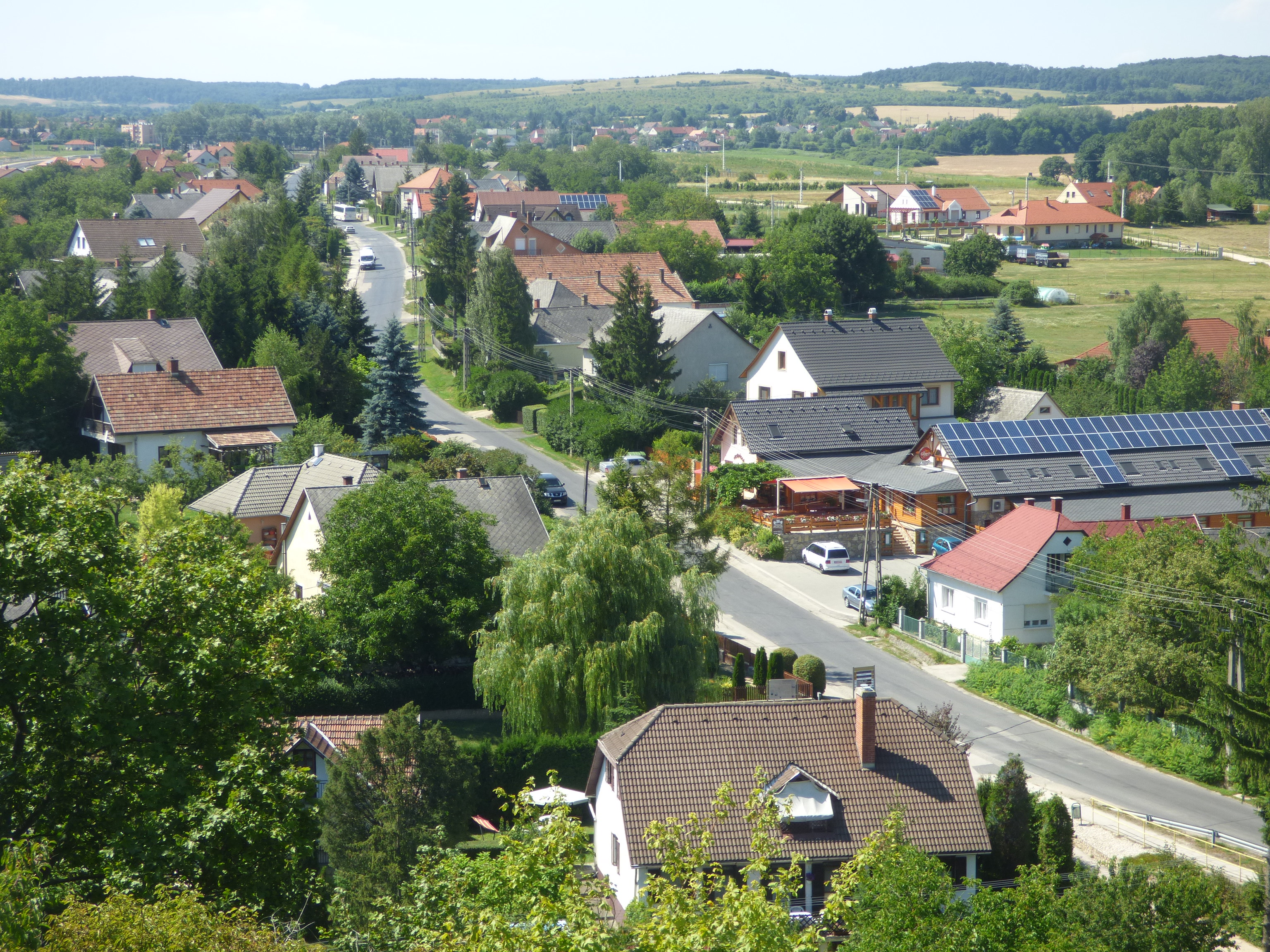
Bánd nyugati része a várdombról nézve
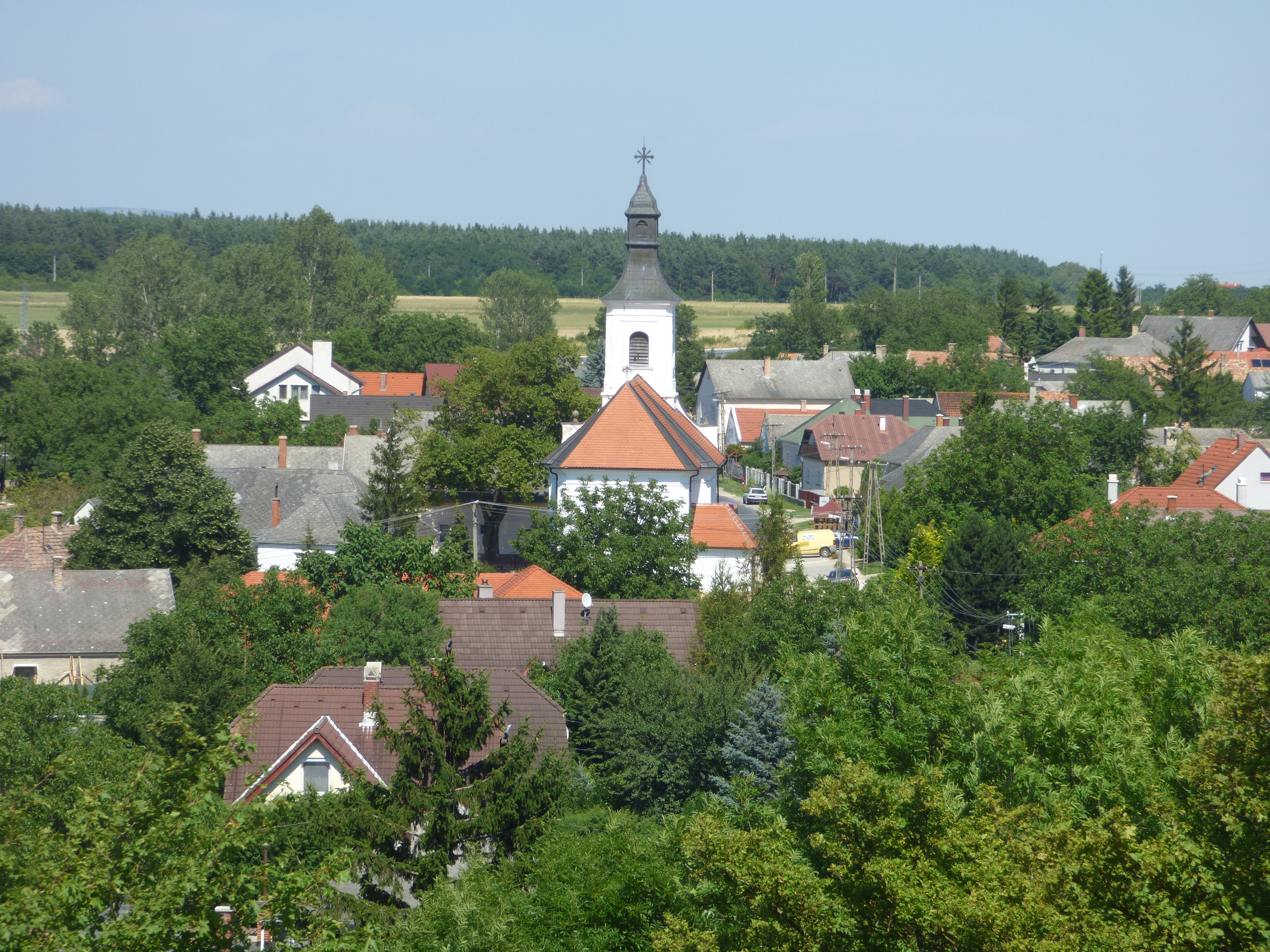
Bánd keleti része a várdombról nézve